# Горбенко, Наталья Ивановна
Наталья Ивановна Горбенко (до замужества — Ерёмина; род. 12 июня 1951, Боково-Антрацит, Ворошиловградская область, УССР) — советская волейболистка, центральная блокирующая, игрок сборной СССР (1973—1974). Мастер спорта СССР международного класса (1973).

## Биография
На протяжении всей своей спортивной карьеры (1969—1985) выступала за ворошиловградскую «Искру», в составе которой: 3-кратный призёр чемпионатов СССР, победитель Всесоюзных зимних соревнований 1976, обладатель Кубка СССР 1980, победитель розыгрыша Кубка обладателей кубков 1977. 
В составе сборной Украинской ССР — победитель (1975) и бронзовый призёр (1971) Спартакиад народов СССР.
В 1973—1974 годах играла за национальную сборную СССР. Серебряный призёр чемпионата мира 1974, победитель первого розыгрыша Кубка мира 1973.
После окончания игровой карьеры работала преподавателем физвоспитания.

## Достижения

### Клубные
- двукратный серебряный (1975, 1978) и бронзовый (1973) призёр чемпионатов СССР.
- победитель Всесоюзных зимних соревнований 1976.
- победитель розыгрыша Кубка СССР 1980;
  - бронзовый призёр Кубка СССР 1981.
- победитель розыгрыша Кубка обладателей кубков ЕКВ 1977.

### Со сборной УССР
- чемпионка (1975) и бронзовый призёр (1971) Спартакиад народов СССР.

### Со сборной СССР
- серебряный призёр чемпионата мира 1974.
- победитель розыгрыша Кубка мира 1973.